# 대전도솔초등학교
대전도솔초등학교는 대한민국 대전광역시 서구에 있는 초등학교다.

## 학교 연혁
- 2014년 9월 1일: 대전도솔초등학교, 병설유치원 개교(초등 19학급, 유치원 3학급)
- 2014년 9월 1일: 초대 임광빈 교장선생님 취임
- 2015년 2월 13일: 제1회 졸업식(41명)
- 2015년 3월 1일: 16학급 증설(병설유치원 2학급)
- 2015년 3월 1일: 초등 35학급(34학급, 특수 1학급), 병설유치원 5학급(초 912명, 유 125명) 편성
- 2017년 9월 1일: 2대 유재열 교장선생님 취임
- 2018년 9월 1일: 대전도솔초등학교병설유치원 분리(단설 유치원 개원)
- 2019년 3월 1일: 50학급 편성(49학급, 특수 1학급)
- 2019년 3월 1일: 3대 김현수 교장선생님 취임
- 2020년 2월 14일: 6회 졸업식(192명, 학교 총 794명)
- 2020년 3월 1일: 50학급 편성(49학급, 특수 1학급)

## 참고 자료
- 대전도솔초등학교 - 한국교육학술정보원 학교알리미